# Élections locales écossaises de 2007 à Na h-Eileanan Siar
Pour un article plus général, voir Élections locales écossaises de 2007.

Les élections locales écossaises de 2007 à Na h-Eileanan Siar se sont tenues le 3 mai 2007.

## Composition du conseil
Majorité absolue : 16 sièges
| Parti        | Sièges  |
| ------------ | ------- |
| Indépendant  | 25 / 31 |
| SNP          | 4 / 31  |
| Travailliste | 2 / 31  |